# Lu Lu
Lu Lu (chinesisch 陆璐, Pinyin Lù Lù, * 29. September 1990 in Nanning) ist eine chinesische Badmintonspielerin.

## Karriere
Bei der Junioren-Badmintonasienmeisterschaft erntete Lu Lu erste Lorbeeren, als sie 2008 Titelträgerin im Mixed mit Zhang Nan wurde. Im gleichen Jahr gewannen beide Silber bei der Junioren-Weltmeisterschaft. Ein Jahr später siegten sie bei den Philippine Open. Bei der Asienmeisterschaft 2010 schaffte sie es im Damendoppel bis ins Achtelfinale ebenso wie bei den China Masters 2009 und den China Open 2009.

## Sportliche Erfolge
| Veranstaltung | Saison                      | Disziplin | Platz | Partner   |
| ------------- | --------------------------- | --------- | ----- | --------- |
| 2008          | Junioren-Asienmeisterschaft | Mixed     | 1     | Zhang Nan |
| 2008          | Junioren-Weltmeisterschaft  | Mixed     | 2     | Zhang Nan |
| 2009          | Philippines Open            | Mixed     | 1     | Zhang Nan |